# Бутягіна Варвара Олександрівна
Варвара Олександрівна Бутягіна (рос. Варвара Александровна Бутягина; 7 грудня 1900, Єлець, Орловська губернія — 24 травня 1987, Москва) — російська радянська поетеса і кіносценарист, коректор.

## Біографія
Народилася в Єльці в родині присяжного повіреного Олександра Павловича Бутягіна і його дружини Варвари Мелітовни, уродженої Лаврової.
З 1907 року перебувала в Москві: навчалась в жіночій гімназії С. О. Арсеньєвої, на історико-філологічному факультеті Московського університету, у Вищому художньо-літературному інституті (Брюсовський літературний інститут).

### Творче життя
Вірші почала писати змалку, з 9 років. Пізніше входила до літературної групи «неокласиків».
Брала участь в конкурсі Всеросійського союзу поетів 7 грудня 1920 року і в літературному вечорі «Поезія наших днів» (29 листопада 1925 року).
Випустила дві поетичні збірки: «Лютики» (Петроград, 1921; з передмовою А. Луначарського) і «Вітрила» (М., 1926).
Вірші відрізняються ліризмом, любовними і містичними переживаннями, тонкими описами природи. В окремих випадках помітно вплив Олександра Блока і Анни Ахматової.

### Особисте життя
У 1925 році вийшла заміж за архітектора Віктора Петровича Ходатаєва, від шлюбу з яким народила двох синів: Юрія (р. 1928) і Кирила (р. 1932).
З кінця 1920-х рр. практично перестала друкуватися (останній вірш опубліковано в 1932 році), що породило чутки про смерть поетеси від тифу. Насправді, як пояснив син поетеси Кирило Ходатаєв, Варвара Олександрівна "припинила виступати як поетеса, оскільки «не вписалася до Пролеткульту з його вимогами сьогочасної актуальності».
Після відходу від поетичної творчості прожила довге життя, працюючи сценаристом на студії «Союзмультфільм» і відповідальним коректором газети «Комсомольская правда».
Померла в 1987 році у Москві. Похована на Даниловському кладовищі.